# Francisco Ferreira Arreola
Francisco Ferreira Arreola (* 22. Juli 1911 in Indé; † 13. Dezember 1977) war ein mexikanischer römisch-katholischer Geistlicher und Bischof von Texcoco.

## Leben
Francisco Ferreira Arreola empfing am 29. Oktober 1933 das Sakrament der Priesterweihe für das Erzbistum Durango.
Am 21. Dezember 1957 ernannte ihn Papst Pius XII. zum Titularbischof von Arycanda und zum Weihbischof in Durango. Der Erzbischof von Durango, José María González y Valencia, spendete ihm am 19. März 1958 in Durango die Bischofsweihe; Mitkonsekratoren waren der Bischof von León, Manuel Martín del Campo Padilla, und der Bischof von Zacatecas, Antonio López Aviña.
Papst Johannes XXIII. bestellte ihn am 1. August 1960 zum ersten Bischof von Texcoco. Ferreira Arreola nahm an der zweiten, dritten und vierten Sitzungsperiode des Zweiten Vatikanischen Konzils teil.